# Simulación social
La simulación social es el modelado y simulación, normalmente realizada en una computadora, de los fenómenos sociales (por ejemplo, cooperación, competición, mercados, dinámicas de redes sociales, etc). El principal subconjunto de la simulación social es la Simulación Social Basada en Agentes, o modelo basado en agente, donde convergen la simulación computacional, el modelado basado en agentes (una técnica de inteligencia artificial) y las ciencias sociales.

## Simulación social basada en agentes
La simulación social basada en agentes (en inglés, Agent-based Social Simulation, ABSS) es un enfoque computacional que modela sistemas sociales complejos a partir de la interacción de múltiples agentes autónomos. Cada agente representa una unidad individual (persona, organización, etc.) con comportamientos y reglas propias, capaces de adaptarse al entorno y a otros agentes. Esta metodología permite observar fenómenos emergentes y probar hipótesis sobre dinámicas sociales a distintas escalas.
Los modelos basados en agentes se utilizan en investigación académica y en aplicaciones prácticas de políticas públicas, planificación urbana, epidemiología y gobernanza digital. El procedimiento habitual incluye el diseño de agentes, la construcción del entorno simulado, la ejecución de escenarios múltiples y el análisis de los resultados emergentes.

### Aplicaciones
Entre las aplicaciones recientes se encuentran:
- Simulación de pandemias: el modelo COVID-ABS utilizó agentes para analizar medidas sanitarias y económicas durante la pandemia de COVID-19 en Brasil.[3]

- Políticas fiscales simuladas: iniciativas como AI Economist de Salesforce aplican simulación multiagente para diseñar políticas tributarias optimizadas en entornos económicos virtuales.[4]

- Planificación urbana y movilidad: plataformas como Simudyne y Improbable permiten simular redes de transporte, comportamiento urbano y resiliencia frente a crisis, usando lógica basada en agentes.[5]

- Simulación política y social a nivel local: la plataforma GobernAI integra múltiples agentes especializados para evaluar políticas públicas desde el punto de vista técnico, social, electoral y comunicacional.[6]

### Consideraciones éticas
El uso creciente de simulación social automatizada plantea desafíos éticos en torno a la transparencia algorítmica, la privacidad de los datos utilizados, el sesgo en los modelos y la explicabilidad de los resultados. En particular, se requieren estándares metodológicos para validar los modelos y garantizar que las simulaciones no sean malinterpretadas como predicciones deterministas.